# Швейцария в годы мировых войн
Швейцария в годы мировых войн — действия Швейцарии в период с начала Первой мировой и до окончания Второй мировой войны, с 1914 года по 1946 год.
Швейцария во время обеих мировых войн занимала позицию вооружённого нейтралитета, что потребовало от руководства государства особого напряжения внутренних сил и проведения большой дипломатической работы.

## Нейтралитет Швейцарии в Первой мировой войне
С момента начала Первой мировой войны в августе 1914 года в Швейцарии была проведена мобилизация, позволившая «поставить под ружьё» около 250 000 человек в строевых и 200 000 человек во вспомогательных частях. Таким образом, швейцарцы имели основание считать свои границы прикрытыми практически в течение всей войны и не опасаться перенесения боевых действий на свою территорию.
При этом основным районом сосредоточения войск была государственная граница с Францией, после вступления в войну в 1915 году Италии некоторое количество швейцарских войск было сконцентрировано также и на итальянской границе. Швейцария с её 70 % немецкоговорящего населения симпатизировала Центральным державам, и граница с Германской империей была прикрыта войсками в наименьшей степени.
Как только стало ясно, что ни Антанта, ни Центральные державы нарушать нейтралитет Швейцарии не намерены, численность войск на границе стала постепенно снижаться, и к ноябрю 1916 года достигла 38 000 человек.
В то же время даже такое количество отмобилизованных создавало определённое напряжение в экономике и социальной сфере. Находящиеся на военной службе теряли жалование, которое они получали на прежних рабочих местах, что приводило к росту недовольства населения. Из-за забастовок к концу войны швейцарская армия понизила количество призванных в свои ряды до 12 500 человек.
В ходе войны больше всего инцидентов с пересечениями границы Швейцарии воюющими сторонами (около 1000 раз) пришлось на район перевала Пассо Стельвио (итал. Passo dello Stelvio; нем. Stilfser Joch) в Восточных Альпах, где происходили столкновения между итальянскими и австрийскими войсками. Однако со временем удалось заключить трёхстороннее соглашение не вести боевых действий в непосредственной близости к швейцарской территории.

## Между мировыми войнами

### Духовная Оборона
В послевоенные годы, особенно начиная с середины 1930-х, происходило постепенное изменение акцентов в отношении Швейцарии к своей безопасности от внешней угрозы.
В большой мере это объяснялось появлением и развитием фашизма и национал-социализма в соседних Италии и Германии.
Впрочем, первоначально эти новые политические движения ещё вызывали симпатии у некоторой части швейцарцев: в 1932 году Вильгельм Густлофф организовал в Давосе швейцарское отделение НСДАП, члены швейцарского правительства Филипп Эттер (католическая консервативная партия) и Марсель Пиле Голаз (радикальная партия) открыто проявляли благосклонность к националистическим идеям, и даже командующий швейцарской армией генерал Анри Гизан высказал в 1934 году своё восхищение итальянским диктатором Муссолини, который «знал, как объединить все силы нации».
Многие высокопоставленные военные состояли также в пронацистских организациях Schweizerischer Vaterländischer Verband (SVV), Eidgenössische Sammlung и прочих (в дальнейшем все они были запрещены).
Уже во время войны около 2200 швейцарских граждан служили добровольцами в вермахте и СС; среди них был культовый поэт 3-го рейха Генрих Анакер.
Однако со временем проявления тоталитаризма, преследования евреев и откровенно экспансионистская внешняя политика соседей оттолкнули от себя симпатии швейцарцев, имеющих многовековую демократию и федералистское государство.
Более того, недоверие к Frontists (сочувствующим нацистам) становилось даже больше, чем к коммунистам и вообще к «левым»: доля голосов, отданных социал-демократической партии на парламентских выборах, возрастала с 25,9 % в 1939 до 28,6 % в 1943 году.
После аншлюса именно газеты Швейцарии стали единственной немецкоязычной трибуной для общественной критики нацистской идеологии, а основанное в 1931 году в Швейцарии Национальное Общественное радио своими передачами представляло определённый противовес пропаганде Геббельса.[где?]
В конце 1930-х годов не только эмигранты и швейцарские интеллектуалы, но и большинство населения Швейцарии были критически настроены по отношению к нацистской Германии. Кроме всего, это также повлекло за собой повышение всеобщего интереса к национальным ценностям Швейцарии, а также к готовности их защищать от любых поползновений извне.
Для обозначения этого общественного движения в Швейцарии был принят термин Geistige Landesverteidigung (Психическая, Интеллектуальная национальная оборона), или, в переводе с официальных названий на французском «défense spirituelle» и итальянском «difesa spirituale» — Духовная оборона.
Духовная Оборона включала в себя примерно 40 различных общественных ассоциаций. Их деятельность была направлена на популяризацию в обществе традиционных ценностей Швейцарии и её государственного уклада (федерализм, равноправие, терпимость, многопартийность), а также богатства её культуры.

### Планы иностранных держав относительно Швейцарии
После нападения Германии на Польшу в Западной Европе началась «странная война»: уже 3 сентября 1939 года Англия и Франция объявили войну Германии, но активных боевых действий между воюющими сторонами не проводилось.
Однако, разрабатывая планы ведения войны на 1940 год, главнокомандующий вооружёнными силами Франции генерал Гамелен исходил из предположения, что Германия могла нанести удар по англо-французским войскам на севере или на юге, действуя через Бельгию или Швейцарию.
Учитывая это, французское командование предлагало ввести франко-английские войска в Бельгию и Швейцарию, включить бельгийскую и швейцарскую армии в состав союзных сил и создать прочную оборону на удалённых от французской границы рубежах.
С другой стороны, уже после капитуляции Франции вермахт разработал свой план вторжения в Швейцарию. По ряду причин сроки начала этой операции несколько раз переносились, и в конце концов вторжение так и не состоялось, хотя в устной традиции сохранилось высказывание, якобы бытовавшее среди немецких солдат:

Мы возьмём Швейцарию, этого маленького дикобраза, по пути домой!
Оригинальный текст (нем.)Die Schweiz, das kleine Stachelschwein, nehmen wir auf dem Ruckweg ein!

Оценивая состояние сил противника в тот период, швейцарский генерал Ойген Бирхер писал, что немцам для того, чтобы дойти до Берна, вполне хватило бы одного танкового полка.

## Начало Второй мировой войны. Вооружённый нейтралитет

### Мобилизация вооружённых сил Швейцарии
Армия Швейцарии имела милиционную систему комплектования: практически всё взрослое мужское население страны регулярно призывалось на краткосрочные военные сборы, а в случае войны могло быть в течение двух суток полностью отмобилизовано.
Такая быстрота была обусловлена как небольшими размерами страны (от 150 км до 300 км), так и правилом, по которому лёгкое стрелковое вооружение хранилось не в арсеналах, а у швейцарцев дома.
2 сентября 1939 года в стране началось проведение мобилизации, и уже 4 сентября численность вооружённых сил была доведена до 430 000 человек.
В начальном периоде Второй мировой войны Швейцария обладала следующими вооружёнными силами:
- Сухопутные войска в составе трёх армейских корпусов (в дальнейшем — пяти корпусов), одной отдельной дивизии и нескольких отдельных подразделений. Из этих сил три пехотные бригады имели дополнительно по одной танковой роте в составе 8 лёгких танков LTH чехословацкого производства. Помимо этих 24 танков, на вооружении имелись 4 британских танка Light Tank Model 1934 и 2 французских FT-17. В годы войны в Швейцарии пытались организовать производство бронетехники собственными силами, но две созданные САУ, NK I и NK II, не вышли за стадию прототипов[7].
- Военно-воздушные силы в составе трёх авиаполков, имеющие на вооружении закупленные в Германии истребители Bf.109D (10 экземпляров), Bf.109E (80 экземпляров), а также производившиеся в Швейцарии по лицензии французские Morane-Saulnier MS.406 (84 самолёта). Кроме того, в качестве истребителей-бомбардировщиков могли быть использованы устаревшие французские Dewoitine D.27 (88 штук) и EKW C-35 (80 штук) собственной разработки[8].
- Войска противовоздушной обороны в составе 8 батальонов, имевших на вооружении 20-мм автоматы (36 единиц) и 75-мм зенитные орудия (8 единиц). В последние месяцы 1939 года это количество увеличилось до 131 автомата и 23 зенитных орудий[9].

Учитывая опыт мобилизации времён Первой мировой войны, повлёкшей за собой определённое социальное напряжение, правительство страны приняло решение выплачивать компенсацию всем призванным военнослужащим в размере 80 % от предыдущего заработка.

### Боевые столкновения в воздухе в 1940 году.План «Танненбаум»
До середины 1940 года обстановка на границе была сравнительно спокойная. Однако 10 мая 1940 года началось вторжение вермахта во Францию, и резко возросло количество нарушений воздушной границы Швейцарии французскими и немецкими самолётами. К тому же, если до мая 1940 года швейцарские истребители не встречали сопротивления, выпровождая нарушителей со своей территории или принуждая их к посадке, то с началом активных боевых действий на земле немецкие лётчики стали вести себя более агрессивно в воздухе.
4 июня 1940 года швейцарские ВВС сбивают два немецких Bf.110. В этот же день одинокий He.111 выманивает 12 швейцарских истребителей на территорию Франции, где они попадают под удар 28 немецких истребителей Bf.110C из II./ZG1. Однако швейцарцы в завязавшемся бою, потеряв один свой самолёт, сумели подбить два истребителя и бомбардировщик противника, после чего вернулись в своё воздушное пространство.
5 июня 1940 года немецкое правительство передаёт Швейцарии ноту протеста относительно данного инцидента, а 8 июня 1940 года в качестве ответной меры был организован налёт группы бомбардировщиков He-111Н (KG1) при сопровождении уже 32 Bf.110C (из II./ZG76) на швейцарскую территорию. После атаки на патрульный C-35 швейцарцы поднимают в воздух 12 Bf.109E, и, потеряв один самолёт, сбивают три истребителя люфтваффе.
После этого в беседе с журналистами Гитлер выражает личную обеспокоенность данными лётными происшествиями. Особенно расстроило фюрера то, что немецкие самолёты уничтожались техникой, построенной в Германии.
16 июня 1940 года 10 немецких диверсантов безуспешно пытаются провести акцию на одном из швейцарских аэродромов.
17 июня 1940 года Франция прекращает сопротивление, и в этот же день подразделения 29-й пехотной дивизии вермахта выходят на швейцарскую границу в районе Ду (Doubs). Швейцарские лётчики получают приказ не атаковать нарушителей, если они идут менее, чем по три самолёта.
Однако 19 июня Швейцария получает вторую дипломатическую ноту относительно происшедших столкновений, в которой содержится уже открытая угроза:
Правительство Рейха не намерено больше тратить слова, но будет защищать германские интересы иными способами, если подобные события произойдут в будущем.
После этого Главнокомандующий Вооружёнными силами Швейцарии издаёт приказ, запрещающий перехват любых самолётов над территорией Швейцарии, и в тот же день: Оперативный приказ № 10, предусматривающий развёртывание швейцарских войск для отражения возможного нападения со стороны Германии и Италии.
С другой стороны, 26 июля 1940 года командованием сухопутных сил Германии был принят план операции «Танненбаум», согласно которому 12-я армия генерал-фельдмаршала Вильгельма Листа силами одного горнострелкового и трёх пехотных корпусов должна была осуществить захват Швейцарии в течение 2-3 дней:
В «день Икс», установленный ОКХ, 12-я армия должна перейти швейцарскую границу на широком фронте, разгромить противостоящие немецким войскам швейцарские силы, возможно быстрее овладеть столицей Берном и его индустриальным районом, центром военной промышленности в районе Золотурна, Люцерном и индустриальным Цюрихским районом, а затем захватить остальные районы сферы германских интересов.

### Национальный Редут
Против 10 швейцарских пехотных дивизий было сосредоточено 2 горнострелковые, 6 танковых и моторизованных, 8 пехотных дивизий вермахта. Причём любой из танковых полков немцев имел на своём вооружении танков минимум в три раза больше, чем вся швейцарская армия. Исходя из соотношения сил, было очевидно, что в классическом сражении швейцарцы не смогут достаточно долго противостоять вермахту в случае нападения: только что капитулировавшая Франция это подтверждала.
В этих условиях командующим швейцарской армией генералом Анри Гизаном была предложена концепция организации обороны, получившая название «Национальный Редут», или просто Редут.
Согласно этой концепции, задачей вооружённых сил Швейцарии была не оборона границ страны, а создание ситуации, в которой оккупация Швейцарии представлялась бы противнику слишком дорогостоящим и даже не имеющим смысла предприятием.
С этой целью линия обороны заранее переносилась с равнин в горы, где спешно строились многочисленные фортификационные сооружения, способные противостоять пехоте и танкам противника. Горные дороги и тоннели минировались и подготавливались к взрывам. Командованию и личному составу всех частей и подразделений доводилось, что с момента начала боевых действий они должны оборонять свои участки, больше невзирая ни на какие приказы о прекращении сопротивления.
Таким образом, любой противник, вторгшийся в страну, в результате столкнулся бы с задачей установления контроля над обширными горными районами с полностью разрушенной инфраструктурой, где держали бы оборону многочисленные полупартизанские формирования.
С другой стороны, в то же время швейцарское правительство демонстрировало готовность прийти к разумному компромиссу: соглашению, дающему некоторые преимущества окружившим со всех сторон Швейцарию странам Оси, и в то же время не умаляющему суверенитет и нейтралитет Швейцарии.

### Компромисс
Несмотря на имеющуюся напряжённость в отношениях, Швейцария очевидно была полезнее для Германии в качестве партнёра, чем в качестве врага.
Из четырёх альпийских горных проходов, являвшихся наиболее короткими путями между Германией и Италией, три (Сен-Готард, Лёчберг и Симплон) находились на территории Швейцарии и лишь один (Бреннер) — на территории присоединённой к Германии Австрии. Разрушение швейцарцами этих транспортных путей сделало бы сообщение между главными членами «Оси» более дорогим и уязвимым.
Кроме того, бойкотирование нацистов большинством развитых стран мира сказывалось на экономике Германии: в частности, возникла сложность в конвертировании рейхсмарки как мировой валюты.
Таким образом, появились условия для соглашения между Швейцарией и Германией, которое и было заключено в августе 1940 года. По этому соглашению Швейцария предоставляла режим наибольшего благоприятствия для транзита немецких грузов (в том числе и военных) через свою территорию, обязалась продавать Германии золото и другие драгоценные металлы за рейхсмарки.
Вскоре после заключения этого соглашения немецкая 12-я армия была перенаправлена для участия в операциях в Норвегии, на Балканах, а также против Советского Союза.

## Экономика Швейцарии во время войны
Промышленность Швейцарии традиционно зависела от экспорта продукции машиностроения, часов, химической продукции и фармацевтики. В то же время высокая плотность населения, жёсткие условия для ведения сельского хозяйства (особенно в альпийском регионе) влекли за собой дефицит сырья, продовольствия и являлись причиной отрицательного торгового баланса. Впрочем, предпринятые в ходе первой трети XX века усилия по развитию туризма, предоставлению транспортных услуг и финансовых услуг (банковское дело и страхование) постепенно увеличивали их долю в ВВП.
Однако во время Второй мировой войны импорт снизился с 30 % национального продукта (средний показатель в конце 1920-х годов) до 9 %, экспорт с 25 % до 9 %. Доходы от туризма практически прекратились.
Ввиду наметившейся нехватки продовольствия из-за снижения импорта, швейцарский парламент уже в апреле 1939 года одобрил резолюцию по увеличению сельскохозяйственного производства. Посевные площади до конца войны увеличились почти в три раза, и тем не менее 20 % продовольствия и почти всё сырьё приходилось ввозить из-за границы.
Одним из самых важных торговых партнёров Швейцарии перед началом войны была Германия. В период с 1939 по 1944 год экспорт товаров в Германию значительно превысил показатели экспорта в союзные страны — в частности в США.
С 1939 по 1942 год 45 % всех экспортируемых товаров было вывезено в Италию и Германию. Основную часть поставок составляли стратегическое сырьё, инструменты и орудия производства, техническое оборудование и продукты химической промышленности. Швейцария не только экспортировала товары в Германию, она также импортировала оттуда уголь, нефть, сырьё, продукты питания.
По железным дорогам Швейцарии перевозились немецкие и итальянские военные грузы.
В условиях начавшегося разгрома стран Оси поставки в Германию снижались, а в 1944 году был запрещён транзит немецких и итальянских военных грузов.

### Карточная система
Зависимость от импорта продовольствия и снижение его объёмов в ходе войны вынудили швейцарское правительство ввести нормированное потребление основных видов продовольствия и товаров народного потребления.
Были введены карточки на следующие товары:
- С 30 октября 1939: сахар, макаронные изделия, бобовые, рис, крупы, мука, ячмень и овёс, пищевые жиры
- С 1 декабря 1940: текстиль, обувь, мыло, моющие средства
- С 31 мая 1941: кофе, чай, какао
- С 31 августа 1941: сыр
- С 3 декабря 1941: яйца и продукты на основе яиц
- С 1 января 1942: свежее молоко
- С марта 1942: мясо
- С 4 мая 1942: мёд, варенье, консервированные фрукты
- С июня 1943 года: шоколад

Карточная система просуществовала до 1948 года.
Её введение заметно повлияло на обыденный рацион швейцарцев и субъективно воспринималось как лишения, пережитые в ходе войны.

## Политика по отношению к беженцам
В 1940 году на территории Швейцарии были организованы первые лагеря для интернированных французских солдат, а также поляков из числа подразделений, сражавшихся в рядах французской армии. В дальнейшем лагеря пополнялись в основном за счёт бежавших из германских концлагерей пленных солдат антигитлеровской коалиции и итальянцев, не пожелавших после падения режима Муссолини сотрудничать с нацистами. Кроме того, там же находилось некоторое количество английских и американских лётчиков, чьи самолёты были подбиты над Германией и смогли дотянуть до швейцарской территории.
Первая крупная группа советских беглецов оказалась в Швейцарии летом 1944 года. В начале 1945 года сюда удалось бежать почти 8 тысячам советских военнопленных. А всего на момент капитуляции Германии в лагерях для интернированных находилось 103 689 человек, из которых примерно 11 000 бойцов Красной Армии. При этом наряду с советскими военнопленными в швейцарских лагерях содержалось и небольшое число бежавших с поля боя солдат коллаборационистской Русской освободительной армии генерала Власова.
В конце войны на территории Швейцарии интернировались уже военнослужащие другой стороны — вермахта.
И к советским военнопленным, и к власовцам швейцарцы относились гораздо хуже, чем к интернированным итальянцам или англичанам. Более того, в отличие от интернированных союзников, советские военнопленные покинули швейцарские лагеря одними из последних. Одним из факторов, осложняющих пребывание интернированных советских граждан в Швейцарии, было отсутствие дипломатических отношений между двумя странами (в жёсткой форме разорваны СССР в 1923 году после оправдания швейцарским судом убийцы советского дипломата Воровского; восстановлены только в 1946 году).
В то же время по отношению к гражданским беженцам политика страны была более жёсткой.
Считается, что швейцарские иммиграционные власти отказали в пересечении границы от 20 000 до 25 000 еврейских беженцев из Германии, а некоторые гражданские лица, контрабандно переводившие беженцев на территорию страны, были подвергнуты судебному преследованию (реабилитированы только после 1990 года).
8 марта 1995 года правительство Швейцарии официально извинилось за практику непредоставления статуса беженцев лицам из Германии, имевшим в своих паспортах штамп «J», о чём в 1938 году было заключено специальное соглашение с нацистами.

## Деятельность иностранных разведок на территории Швейцарии
Находящаяся в центре Европы Швейцария, будучи нейтральной страной, была удобным местом для организации там легальных и нелегальных резидентур. Например, военная разведка РККА имела в стране целых три независимые сети (с одной из которых сотрудничал Шандор Радо). Резидентуры Разведупра РККА, работавшие в Швейцарии, проходили в гестапо по делу «Красная капелла» и рассматривались германской контрразведкой как часть единой советской разведывательной сети в Западной Европе.
В Берне вёл разведывательную деятельность сотрудник Управления стратегических служб (разведывательный орган США) и будущий директор ЦРУ Аллен Даллес.

## Сотрудничество с вермахтом: швейцарская медицинская миссия
В военном смысле, несмотря на декларируемую политику нейтралитета, Швейцарская конфедерация ограниченно сотрудничала с нацистской Германией: по секретному соглашению с вермахтом, Швейцария отправила несколько медицинских миссий на германо-советский фронт. Целью врачей было лечение немецких раненых в госпиталях на оккупированных территориях СССР. Уже во время войны это сотрудничество было осложнено сведениями о военных преступлениях, свидетелями которых стали швейцарские врачи.

## Инциденты с нарушением воздушной границы Швейцарии после 1940 года[24]

### Бомбардировки территории Швейцарии самолётами ВВС США
С 1943 года союзники приступили к планомерным массовым бомбардировкам целей на территории Германии, что повлекло за собой увеличение количества заходов самолётов воюющих сторон в воздушное пространство Швейцарии.
Кроме того, несколько раз самолёты ВВС США бомбили швейцарские города: 1 апреля 1944 года — Шаффхаузен на севере страны, 25 декабря 1944 года — Тайнген, 22 февраля 1945 года подверглись бомбардировкам сразу 13 населённых пунктов на территории Швейцарии, 4 марта 1945 года — одновременно Базель и Цюрих.
Швейцарские лётчики снова получили приказ принуждать к посадке одиночные самолёты-нарушители и атаковать групповые цели. В результате этого уже в начале марта 1944 года был сбит один американский бомбардировщик, а второй посажен на швейцарский аэродром.
В ходе начавшихся переговоров между сторонами американские представители объясняли свои бомбёжки плохими погодными условиями и навигационными ошибками пилотов. Швейцария требовала прекратить бомбардировки и компенсировать нанесённый ущерб. Правительство США принесло официальные извинения и ещё до предоставления данных об ущербе выплатило $1 000 000 в счёт возмещения ущерба. В октябре 1944 года к этой сумме были добавлены ещё $3 000 000.
Американским лётчикам было запрещено бомбить цели ближе, чем за 50 миль от швейцарской границы, если они не могут быть положительно идентифицированы.
Тем не менее с увеличением масштабов бомбардировок Германии увеличивалось количество инцидентов. И если швейцарские истребители ничего не могли предпринять против формаций, превышающих 100 бомбардировщиков, они нападали на одиночные самолёты, иногда даже не имея для этого обоснований.
Так, 13 апреля 1944 года швейцарский пилот обстрелял повреждённый американский бомбардировщик, несмотря на то, что его экипаж при приближении швейцарского истребителя выпустил шасси — по международным правилам это означало «следую на указанный вами аэродром». В итоге, семь американских лётчиков погибло.
С целью минимизировать риск подобных инцидентов, а также снизить напряжение в отношениях между представителями США и швейцарцами, в сентябре 1944 года командующему швейцарской армии генералу А. Гизану поступило предложение от Штаб-квартиры Союзного экспедиционного корпуса (SHAEF) направить в их расположение швейцарских представителей.
После этого четыре швейцарских офицера были откомандированы в американские войска.
21 октября 1949 года государственный департамент США и швейцарское правительство заключили договор о перечислении 62 176 433,06 швейцарских франков (эквивалент $14 392 692,82), в дополнение к перечисленным ранее $4 миллионам, в качестве полной и окончательной компенсации за ущерб, нанесённый гражданам и собственности в Швейцарии всеми вооружёнными силами Соединённых Штатов Америки во время Второй мировой войны.

### Уничтожение истребителя Люфтваффе с радиолокационной установкой
28 апреля 1944 года командир эскадрилии 5./NJG 5 Люфтваффе обер-лейтенант Вильгельм Йохнен со своим экипажем в воздушном бою сбил два британских бомбардировщика и в погоне за третьим пересёк границу Швейцарии. Однако при этом его самолёт — ночной истребитель Bf.110G-4 номер C9+EN (W.Nr.740055) — был повреждён ответным огнём и совершил посадку на авиабазе Дюбендорф (Цюрих).
Ночной истребитель был оснащён секретным радиолокатором «Лихтенштейн SN-2» и пушечной установкой «неправильная музыка» на борту. Кроме того, в самолёте находилась папка с секретными документами.
Чтобы воспрепятствовать возможному доступу союзников к секретной аппаратуре на борту самолёта немецким командованием было решено совершить диверсионный рейд на швейцарский аэродром.
Узнав о готовящейся операции, начальник внешней разведки бригадефюрер СС Вальтер Шелленберг решил срочно вмешаться, чтобы избежать непредсказуемых последствий этого нападения. Воспользовавшись хорошими личными контактами с руководителем швейцарской разведки бригадиром Массеном, Шелленберг добился взаимовыгодной сделки: Германия согласилась продать Швейцарии 12 истребителей Bf.109G-6 за 500 тысяч золотых швейцарских франков, а швейцарская сторона в присутствии немецких представителей должна была уничтожить самолёт и его оборудование.
18 мая 1944 года «Мессершмитт» Йохнена был сожжён. На следующий день в Швейцарию прибыли обещанные 12 истребителей. Однако немцы продали истребители с изношенными двигателями, и в результате в 1951 году Швейцария выиграла судебное дело против фирм «Даймлер» и «Мессершмитт», после чего эти фирмы выплатили денежную компенсацию.
Имеются сведения как минимум ещё о двух оснащённых локаторами Bf.110, интернированных на территории Швейцарии.

## Критика позиции Швейцарии во время Второй мировой войны
Несмотря на нейтралитет Швейцарии, в ходе Второй мировой войны её правительство регулярно испытывало на себе давление как со стороны держав Оси, так и со стороны союзников. Каждая из заинтересованных сторон стремились использовать положение страны в своих интересах и в то же время противодействовать интересам противника. Причём изменение ситуации на фронтах соответственно влияло и на интенсивность внешнеполитических влияний.
Например, именно под давлением союзников Швейцария в 1944 году запретила транзит немецких и итальянских грузов через свою территорию.
После победы Красной Армии и союзных войск над Германией ситуация в Швейцарии во время войны и её политика того периода стали предметом критического отношения со стороны победителей.
Суть претензий сводилась к тому, что политика Швейцарии по сути способствовала продолжению войны, и что предоставляемые Швейцарией услуги, экспорт и кредиты нацистской Германии в значительной степени не могут быть обоснованы.
Швейцарии ставили в вину:
- Транзит немецких и итальянских военных грузов
- Подозрение в транзите через свою территорию поездов с военнопленными и лицами, принудительно угнанными на работы[29]
- Продажу Германии золота в обмен на рейхсмарки
- Долевое участие швейцарских компаний в немецких предприятиях, на которых использовался труд военнопленных
- Жёсткую политику по отношению к беженцам

Со временем к этим претензиям добавились новые, напрямую связанные с принципом банковской тайны:
- Хранение нацистских активов в банках страны[30] По некоторым оценкам, на конец XX века на счетах в швейцарских банках находилось около $4 млрд из числа средств, размещённых там Германией во время войны.
- Хранение активов лиц, погибших во время войны, и невозвращение их потомкам (так называемое «Еврейское золото»)[31]. В августе 1998 года банки UBS и Credit Suisse согласились выплатить $1,25 млрд в качестве компенсации жертвам геноцида и их наследникам в обмен на отказ от каких-либо претензий[32].

Вместе с тем в конце XX — начале XXI века и в самой Швейцарии наметилось переосмысление политики страны во время Второй мировой войны, о чём свидетельствует выпуск факультативного учебника по истории под названием «Оглянуться назад и задать вопросы» (Hinschauen Und Nachfragen).

## Дополнительные факты
- 14 марта 1941 года швейцарец Морис Баво был гильотинирован в берлинской тюрьме Плётцензее за попытку покушения на Гитлера[34].